# Ana de Aumale
Ana de Lorena (en francés: Anne de Lorraine o Anne d'Aumale), (1600-10 de febrero de 1638), fue duquesa de Aumale desde 1618 hasta 1638.
Ella era la hija de Carlos I de Lorena, duque de Aumale y María de Lorena-Elbeuf.

## Matrimonio e hijos
Se casó el 18 de abril de 1618 en Bruselas con el duque Enrique I de Saboya-Nemours (1572 † 1632), y tuvieron los siguientes hijos:
- Luis (1615 † 1641), duque de Nemours y de Aumale, murió soltero.
- Francisco Pablo (1619 † 1627).
- Carlos Amadeo (1624 † 1652), duque de Nemours y de Aumale, se casó en 1643 con Isabel de Borbón-Vendôme (1614-1665).
- Enrique II (1625 † 1659), antes de casarse fue arzobispo de Reims, después duque de Nemours y de Aumale, se casó en 1657 con María de Orléans-Longueville (1625-1707).

Con motivo de su matrimonio, se recuperó el ducado de Aumale, que había sido confiscado a su padre en 1595, otorgado como dote, además del condado de Maulevrier.